# ピエール・ド・ロンサール (薔薇)

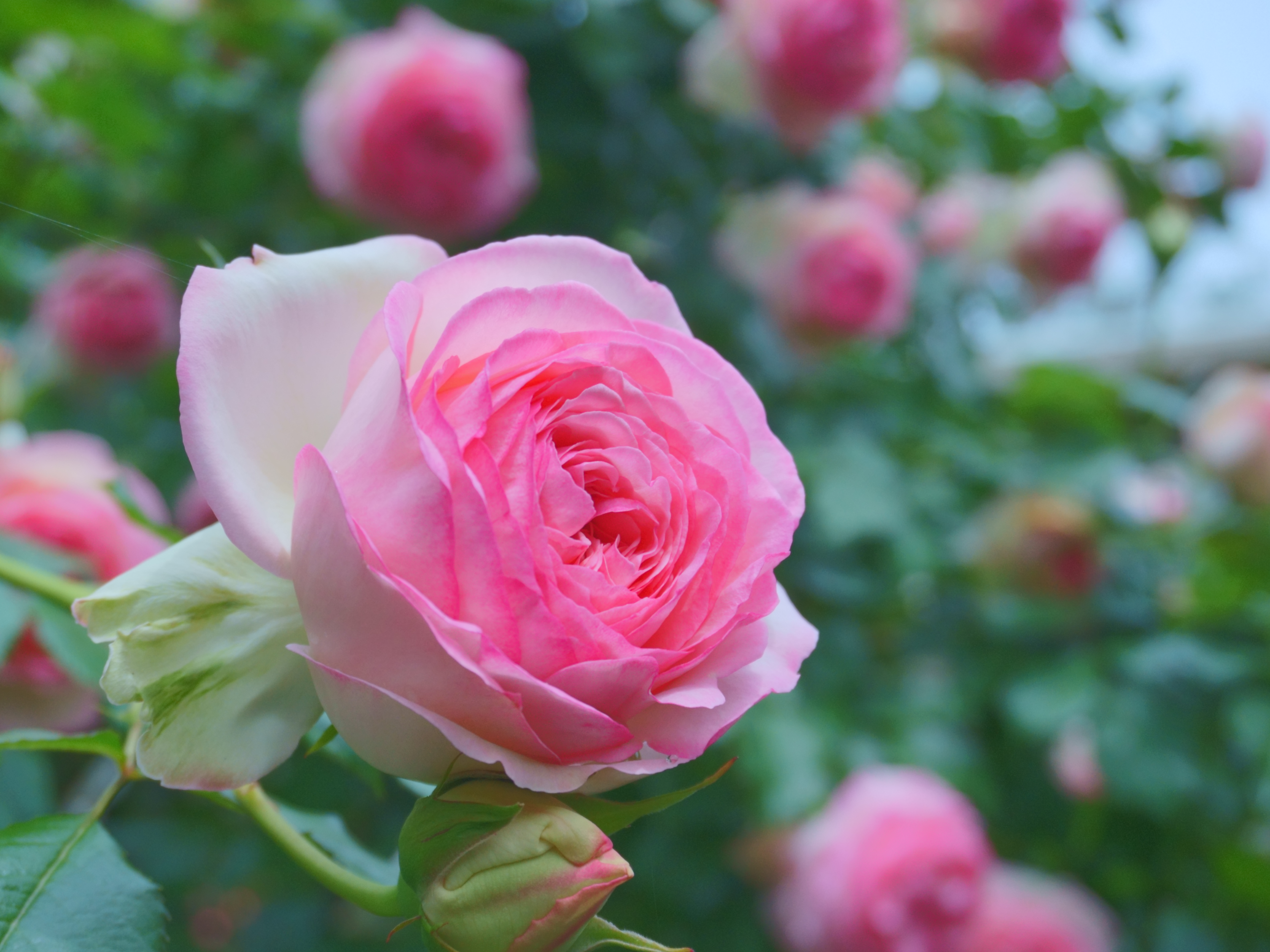
ピエール・ド・ロンサール（秋田県大館市、石田ローズガーデンにて）

ピエール・ド・ロンサールは、バラの園芸品種の1つ。1985年にフランスで、メイアン社のマリー・ルイーズ・メイアンによって作出された。フランス・ルネサンス期の詩人、ピエール・ド・ロンサールにちなんで名づけられた。2006年、エリナとともに世界バラ会議で「栄誉の殿堂入りのバラ」に選出された。

## 特徴
ラージ・フラワード・クライマー系の一季咲きまたは返り咲きのつるバラ。交配種は、(Danse des Sylphes×Handel)×Pink Wonder Cl。樹高は3m以上になる。花径12cmの大輪を咲かせる。花色は、中心が淡いピンク色で、外側に行くほど淡くなり、外弁はほとんど白色である。日照不足になると花の発色は悪くなる。咲き始めはカップ咲きだが、咲き進むと次第にクォーター・ロゼット咲きになる。花が大きく重いのでうつむいて咲く。花弁は雨でも傷みにくい。花の香りは微香性。丈夫な品種で、葉は大きく光沢のある革質、耐病性があると評価されている。ただし、耐病性は中程度と評価する本もある。花付き、花もちはよい。春の一番花の花付きは見事になる。涼しい地方であれば、夏以降もよく返り咲く。一方、関東以西の平地では夏以降はほとんど咲かない。冬剪定で深く切っても春にはよく花が咲く。冬に枝を水平状に曲げておくと春にたくさんの花を咲かすことができる。シュートはまっすぐに伸び、サイドシュートの発生もよい。定植後数年は太いシュートが発生するが、その後はほとんど発生せず、古い枝が太くなっていく。樹勢は強い。枝のとげは鋭い。寒冷地ではあまり伸びすぎることもないので、ブッシュ仕立てにもできる。英語圏では「エデン88 (Eden 88)」あるいは「Eden Climber」の名前で流通している。枝変わりに、ブラン・ピエール・ドゥ・ロンサール、ル・ポール・ロマンティーク、ロワ・ドゥ・ロンサール、ロゼ・ピエール・ドゥ・ロンサールがある。これらは花色の違いだけで、それ以外、ピエール・ドゥ・ロンサールと性質はほぼ変わらない。このうち、ロゼ・ピエール・ドゥ・ロンサールは花色が不安定だったため日本国内での発売は中止されたので、国内企業からの入手はできない。ルージュ・ピエール・ドゥ・ロンサールという名前の赤い花をつける品種があるが、遺伝上の関係はない。

### 注
1. ↑  1986年、1987年あるいは1988年作出と記す本もある[3][4][5]。